# Fly by Night
A Fly by Night a kanadai Rush együttes második nagylemeze, amely 1975-ben jelent meg a Mercury Records kiadásában. Ez volt az első Rush-stúdióalbum, melyen Neil Peart dobolt, és ezzel kialakult a zenekar máig állandó felállása. Peart érkezésével a trió elindult a zenei kísérletezés útján.
Habár a Fly by Night dalainak többségén még érezhető a Led Zeppelin hatása, Peart, elődjénél sokkal színesebb, dobjátéka új lehetőségeket nyitott meg a zenekar számára. Peart dalszövegíróként is új irányba mozdította el a Rush-t. Költői megfogalmazásai, valamint sci-fi és fantasy témájú szövegötletei jól illeszkedtek a Fly by Night albumtól kezdődően a Rush-ra egyre jellemzőbb progresszív rock stílushoz. A változás első és legmarkánsabb jele az albumon hallható többtételes, nyolc és fél perc hosszú, komplex felépítésű By-Tor & the Snow Dog című dal. Kislemezen azonban az egyszerűbb, zeppelines hangulatú címadó szám jelent meg. A lemeznyitó, filozofikus szövegű Anthem pedig igazi koncertfavorit mind a mai napig.
A második nagylemezen is Terry Brown hangmérnökkel dolgozott az együttes, akit itt társproducerré léptettek elő. A Billboard lemezeladási listáján a 113. helyig jutott az album, és az Egyesült Államokban 1993 decemberében érte el a platinalemezt jelentő egymillió eladott példányt. CD-n először 1987-ben jelent meg a lemez, majd 1997-ben a Rush Remasters sorozatban digitálisan feljavított hangzással adták ki újra az albumot.

## Az album dalai
1. Anthem (Lee, Lifeson, Peart) – 4:36
2. Best I Can (Lee) – 3:24
3. Beneath, Between & Behind (Lifeson, Peart) – 2:59
4. By-Tor & the Snow Dog (Lee, Lifeson, Peart) – 8:36
  - I. At the Tobes of Hades
  - II. Across the Styx
  - III. Of the Battle
    - 1. Challenge and Defiance
    - 2.  7/4 War Furor
    - 3. Aftermath
    - 4. Hymn of Triumph

  - IV. Epilogue
5. Fly by Night (Lee, Peart) – 3:21
6. Making Memories (Lee, Lifeson, Peart) – 2:58
7. Rivendell (Lee, Peart) – 4:57
8. In the End (Lee, Lifeson) – 6:48

## Közreműködők
- Geddy Lee – ének, basszusgitár, klasszikus gitár
- Alex Lifeson – elektromos gitár, 6 és 12-húros akusztikus gitár
- Neil Peart – ütőhangszerek